# Matx d'escacs per ràdio Estats Units - URSS de 1945
El matx d'escacs per ràdio Estats Units - URSS de 1945 fou un matx d'escacs entre els equips nacionals dels Estats Units i la Unió Soviètica, disputat per ràdio entre els dies 1 i 4 de setembre de 1945. Ambdós països es jugaven la supremacia mundial dels escacs, i hi varen participar els deu millors mestres estatunidencs i els deu millors de la Unió Soviètica (llevat de Paul Keres). El matx es va disputar per ràdio i consistí en un enfrontament a dues partides per jugador. El control de temps era de 40 moviments en 2½ hores i 16 moviments per hora a continuació. Els moviments es transmetien fent servir el Codi Uedemann, i es trigava uns 5 minuts a transmetre un moviment. L'equip estatunidenc es trobava físicament a l'Hotel Henry Hudson de Nova York. L'equip soviètic es trobava al Club Central de les Arts de Moscou. Els soviètics varen guanyar el matx per 15½–4½.
La resta del món va contemplar astorada aquest resultat, ja que els Estats Units havien guanyat quatre olimpíades d'escacs seguides entre 1931 i 1937; de tota maneral, l'URSS no havia competit en aquests torneigs. El programa soviètic per produir una nova generació de mestres d'escacs, iniciat i supervisat per Nikolai Krylenko des de començaments dels 1930, clarament estava donant dividends. A partir de 1945, els jugadors soviètics dominarien els escacs internacionals durant pràcticament la resta de segle xx. El matx per ràdio va fou un punt d'inflexió i un canvi de guàrdia en el món dels escacs (Hooper & Whyld 1992:330).

## Els competidors
Els enfrontaments i resultats són a la taula següent. El marcador és presentat des del punt de vista del jugador de l'URSS, és a dir un "1" indica que el jugador de l'URSS va guanyar, un "½" indica unes taules, i un "0" indica que el jugador americà va guanyar.
| Tauler | USSR               | Partida 1 | Partida 2 | USA                | Resultat (URSS–USA) |
| ------ | ------------------ | --------- | --------- | ------------------ | ------------------- |
| 1      | Mikhaïl Botvínnik  | 1         | 1         | Arnold Denker      | 2–0                 |
| 2      | Vassili Smislov    | 1         | 1         | Samuel Reshevsky   | 2–0                 |
| 3      | Issaak Boleslavski | ½         | 1         | Reuben Fine        | 1½–½                |
| 4      | Salo Flohr         | 1         | 0         | I.A. Horowitz      | 1–1                 |
| 5      | Aleksandr Kótov    | 1         | 1         | Isaac Kashdan      | 2–0                 |
| 6      | Ígor Bondarevski   | 0         | ½         | Herman Steiner     | ½–1½                |
| 7      | Andor Lilienthal   | ½         | ½         | Albert Pinkus      | 1–1                 |
| 8      | Viatxeslav Ragozin | 1         | 1         | Herbert Seidman    | 2–0                 |
| 9      | Vladímir Makogónov | 1         | ½         | Abraham Kupchik    | 1½–½                |
| 10     | David Bronstein    | 1         | 1         | Anthony Santasiere | 2–0                 |

Nou dels deu americans i sis dels deu soviètics eren jueus.
Botvinnik va guanyar posteriorment el Campionat del món de 1948 i fou campió del món durant 13 anys. Smislov i Reshevsky també varen participar en el Campionat del món de 1948, i Smislov va esdevenir Campió del món el 1957. Fine també fou convidat a participar-hi, però va declinar la invitació. Bronstein fou l'aspirant al Campionat del món de 1951. Boleslavski empatà al primer lloc al torneig de Candidats de 1950 però va perdre el matx de playoff contra Bronstein per decidir l'aspirant al Campionat del món de 1951.

## Jugadors suplents
Els jugadors següents eren suplents a l'equip estatunidenc, disponibles per ser cridats, en l'ordre donat, si algun dels jugadors de l'equip principal no estigués en condicions de competir: Alexander Kevitz, Robert Willman, Jacob Levin, George Shainswit, Weaver W. Adams, Edward Lasker, Fred Reinfeld, Edward S. Jackson, Jr., Samuel Factor, i Martin C. Stark. Els suplents soviètics eren: Oleksandr Konstantinopolski, Vitaly Chekhover, Iosif Rudakovsky, i Piotr Romanovski.

## Altres matxs per ràdio
- Moscou vs. Lenningrad, Març 1941
- URSS vs. Anglaterra, 18-6, 1946
- Austràlia vs. França, 5½-4½, 1946
- Spain vs. Argentina, 8-7, 1946 (Hooper & Whyld 1992:330).

L'URSS va guanyar també els següents matxs:
- URSS vs. Regne Unit, 1947
- URSS vs. Regne Unit, 1954
- URSS vs. Estats Units, 1954
- URSS vs. Estats Units, 1955 (Brace 1977:233).